# Fahrlehrer-Ausbildungsverordnung
Die Fahrlehrer-Ausbildungsverordnung (FahrlAusbV) ist eine Verordnung des Bundes und regelt die Ausbildung zum Fahrlehrer. Diese muss nach § 1 Abs. 1. S. 1 der Verordnung in einer amtlich anerkannten Fahrlehrerausbildungsstätte stattfinden.
In der Fahrlehrer-Ausbildungsverordnung wird der Ort und Ablauf der Ausbildung, die Fahrlehrerausbildungsstätte und die Ausbildungsfahrschule geregelt. In den vier Anlagen der Verordnung wird der 
Kompetenzrahmen für die Fahrlehrerausbildung an Fahrlehrerausbildungsstätten, die Qualitätskriterien für die Fahrschulausbildung, der Musterplan und die Unterrichtsverteilung im Lehrpraktikum und der Rahmenplan für die Einweisung der Ausbildungsfahrlehrer und den Inhaber beziehungsweise den für die verantwortliche Leitung von Ausbildungsfahrschulen bestellten Personen vorgegeben.